# Línia evolutiva de Quaxly
Aquesta línia evolutiva de Pokémon inclou Quaxly, Quaxwell i Quaquaval.

## Quaxly
Quaxly és una de les espècies que apareixen a la franquícia Pokémon, una sèrie de videojocs, anime, mangues, llibres, cartes col·leccionables i altres mitjans que va ser inventada per Satoshi Tajiri i ha generat milers de milions de dòlars en beneficis per a Nintendo i Game Freak. És de tipus aigua i evoluciona a Quaxwell.
És l'inicial de tipus aigua de la regió de Paldea.

### En els videojocs
Va fer el seu debut en el joc Pokèmon Escarlata i Púrpura, per tant va aparèixer per primera vegada en un joc el 18 de novembre de 2022, data de llançament d'aquest videojoc. És un dels primers Pokémon que podem escollir ja que perteneix a un dels tres inicials d'esta generació.
Durant el joc es pot pujar de nivell per a evolucionar-lo una vegada arriba al nivell 16.

### A l'anime
Va aparèixer en l'episodi del 9 de desembre. Al final de l'episodi dins de l'arc de Viajes Pokémon va aparèixer per primera vegada Quaxly en un curt d'una duració aproximada d'un minut.

## Quaxwell
Quaxwell és una de les espècies que apareixen a la franquícia Pokémon, una sèrie de videojocs, anime, mangues, llibres, cartes col·leccionables i altres mitjans que va ser inventada per Satoshi Tajiri i ha generat milers de milions de dòlars en beneficis per a Nintendo i Game Freak. És de tipus aigua. Evoluciona de Quaxly i evoluciona a Quaquaval.
És la segona evolució de la línia evolutiva de l'inicial de aigua de novena generació.

### En els videojocs
Va aparèixer per primera vegada en el videojoc Pokèmon Escarlata i Púrpura, a la vegada que Quaxly i Quaquaval. S'evoluciona de Quaxly al nivell 16 i modifica l seua forma al nivell 36 per a convertir-se en Quaquaval.

## Quaquaval
Quaquaval és una de les espècies que apareixen a la franquícia Pokémon, una sèrie de videojocs, anime, mangues, llibres, cartes col·leccionables i altres mitjans que va ser inventada per Satoshi Tajiri i ha generat milers de milions de dòlars en beneficis per a Nintendo i Game Freak. És de tipus aigua i evoluciona de Quaxwell.
És l'última evolució de la línia evolutiva dels inicials de tipu aigua de la novena generació. En arribar a aquesta forma a més del tipus aigua obté el tipus lluita.